# Diego Mutombo
Diego Kazadi Mutombo (ur. 6 lipca 1989 w Kinszasie) – kongijski piłkarz występujący na pozycji obrońcy. Zawodnik klubu FC Echallens.
W reprezentacji Demokratycznej Republiki Konga zadebiutował 6 listopada 2011 w wygranym 3:0 towarzyskim meczu z Lesotho. W latach 2011–2013 w drużynie narodowej rozegrał dziewięć spotkań.